# 会田きよ子
会田 きよ子（あいだ きよこ、1952年9月18日 - ）は、日本の元女子バレーボール選手。

## 来歴
共栄学園高校を経て、1971年に日本リーグの日立武蔵（当時）に入部。
1977年の第10回日本リーグにおいて、MVP、スパイク賞およびベスト6を獲得し、チームの全勝優勝に大きく貢献した。スパイク決定率52.2%は歴代2位（当時）の高率であった。
一方、全日本チームでは1974年の世界選手権に出場し、金メダル獲得に貢献した。

## 球歴
- 所属チーム履歴

共栄学園高校 → 日立武蔵/日立（1971-1977年）
- 全日本代表としての主な国際大会出場歴
  - 世界選手権 - 1974年
- 受賞歴
  - 1974年 - 第7回日本リーグ ベスト6
  - 1977年 - 第10回日本リーグ　MVP、ベスト6、スパイク賞